# Diplophlyctis sarcoptoides
Diplophlyctis sarcoptoides är en svampart som först beskrevs av H.E. Petersen, och fick sitt nu gällande namn av Dogma 1974. Diplophlyctis sarcoptoides ingår i släktet Diplophlyctis och familjen Endochytriaceae.   Inga underarter finns listade i Catalogue of Life.